# Thomas Hunt Morgan
Pour les articles homonymes, voir Thomas Hunt et Morgan.
Compléments
L'unité de distance utilisée en cartographie génétique a été baptisée en son honneur le centimorgan
Thomas Hunt Morgan (25 septembre 1866 à Lexington, Kentucky, États-Unis - 4 décembre 1945 à Pasadena, Californie) était un embryologiste et généticien américain. Il étudia la zoologie et les variations phénotypiques chez la mouche du vinaigre Drosophila melanogaster. Ses contributions à la génétique sont majeures et il reçoit le prix Nobel de physiologie ou médecine en 1933 « pour ses découvertes sur le rôle joué par le chromosome dans l'hérédité ». Cependant, c'est Nettie Stevens dont il fut l'un des mentors, qui avait découvert en 1905 que le sexe de l'enfant était déterminé par les chromosomes. Son travail contribua à l'adoption de la drosophile par les scientifiques comme l'un des principaux organismes modèles en génétique. Il est également lauréat de la médaille Darwin en 1924 et de la médaille Copley en 1939.

## Biographie

### Enfance
Morgan est né à Lexington (Kentucky) aux États-Unis, fils aîné de Charlton Hunt Morgandescendant du général confédéré John Hunt Morgan et Ellen Key Howard, petite fille de Francis Scott Key, l'auteur de "Star Spangled Banner". Enfant, il montre déjà un grand intérêt pour l'histoire naturelle : à dix ans il collecte déjà des oiseaux, leurs œufs et des fossiles lors de ses séjours à la campagne.

### Études
Il reçoit sa licence (Bachelor of Art) de l'université du Kentucky en 1886, où il obtient son Master deux ans plus tard. En 1887 il passe quelque temps au laboratoire de biologie marine, le Marine Biological Laboratory (MBL) de Woods Hole, Massachusetts. Durant l'été 1888, il fait de la recherche pour la United States Fish Commission à Woods Hole. Il obtient son Doctorat (PhD) à l'université Johns-Hopkins en 1890, où il étudie la morphologie avec W. K. Brooks, et la physiologie avec H. Newell Martin. La même année il passe l'été à l'Institut océanographique de Woods Hole (Marine Biological Laboratory, ou MBL), commençant ainsi une association de long terme avec le MBL en tant qu'investigateur saisonnier et administrateur (trustee). Toujours en 1890 il obtient la Adam Bruce Fellowship et visite l'Europe, travaillant plus particulièrement au laboratoire de zoologie marine de Naples ; il le visitera encore en 1895 et 1900. À Naples il rencontre Hans Driesch et Curt Herbst (pour Curt Herbst, voir Histoire de la biologie marine). L'influence de Driesch, avec qui il collaborera plus tard, le pousse à se tourner vers l'embryologie expérimentale.

### Carrière
En 1891, il devient professeur associé de biologie au Collège Bryn Mawr pour femmes, où il reste jusqu'en 1904 lorsque E. B. Wilson l'invite à le rejoindre à l'université Columbia, à New York. Il y devient professeur de zoologie expérimentale et restera dans cet établissement pendant 24 ans, son poste lui permettant de se consacrer à sa recherche. Il a là comme étudiant et collaborateur Hermann Joseph Muller, futur prix Nobel pour sa production de mutations avec des rayons X.
C'est à cette époque qu'il se focalise sur les questions d'hérédité et d'évolution.
En 1919, il est intégré comme membre étranger de la Royal Society de Londres (le 26 juin?). En 1922, il y est invité à discourir dans le cadre de la Croonian Lecture. En 1924, il reçoit la médaille Darwin et en 1939 la médaille Copley.
Il reste à l'université Columbia jusqu'en 1928, étant cette année-là appointé professeur de biologie et directeur des laboratoires G. Kerckhoff de l'Institut de technologie de Californie (CalTech), à Pasadena. Il y reste jusqu'en 1945. Il a vers la fin de sa carrière son propre laboratoire privé à Corona del Mar, Newport Beach (Californie).
Par le pape Pie XI, il est nomme en 1936 un des premiers membres de l'Académie pontificale des sciences.
Morgan termine sa carrière à l'Institut de technologie de Californie (CalTech) et meurt à Pasadena (Californie).

### Recherches
Son attention allant croissant sur l'hérédité et l'évolution, il cherche un animal (organisme modèle) qui puisse être élevé dans un petit espace, à la reproduction rapide, et à bas prix. C'est Charles William Woodworth (en) (1865-1940, président du Cambridge Entomological Club en 1890)  qui le premier utilisa Drosophila en grandes quantités pour ses propres recherches. En 1900-1901 Woodworth travaillait à l'université Harvard ; il suggéra alors à William Ernest Castle l'emploi de Drosophila pour des recherches génétiques. Castle et ses associés utilisèrent Drosophila pour leurs recherches sur les effets des croisements consanguins. Par eux, Frank Eugene Lutz s'intéressa à cet animal puis le fit connaître à Morgan. 

Shortly after he commenced work with this new material (1909), a number of striking mutants turned up. His subsequent studies on this phenomenon ultimately enabled him to determine the precise behaviour and exact localization of genes.
Suivant l'exemple de William Ernest Castle, il commence à y étudier l'embryogenèse de Drosophila melanogaster, la mouche du vinaigre, et s'intéresse à l'hérédité.
Les théories du moine Gregor Mendel sur la génétique des pois avaient été récemment redécouvertes au début du siècle et Morgan souhaitait tester ces théories chez l'animal. Il poursuit son travail sur la mouche drosophile sans succès pendant deux ans avant de remarquer fortuitement un mâle mutant aux yeux blancs parmi les individus sauvages aux yeux rouge-brique. Il note que la descendance d'un croisement de ce mâle aux yeux blancs avec une femelle aux yeux rouges suggère que le caractère « yeux blancs » est récessif par rapport au caractère yeux rouges. Morgan nomme « white » le gène gouvernant ce genre de caractère, inaugurant ainsi une tradition des généticiens de la drosophile qui consiste à nommer les gènes d'après le phénotype de leurs allèles mutants.
Morgan remarque également que parmi les descendants d'un croisement de femelles mutantes aux yeux blancs avec des mâles sauvages aux yeux rouges, seuls les mâles présentent des yeux blancs. À partir de ce résultat, il conclut que (1) des traits phénotypiques sont liés au sexe, (2) que le trait « couleur de l'œil » est probablement porté par le chromosome sexuel, (3) que d'autres gènes sont probablement portés par d'autres chromosomes. Morgan et ses étudiants analysent les caractères de milliers de drosophiles et étudient leur transmission. En se basant sur la recombinaison chromosomique, il construit avec Alfred Sturtevant les premières cartes de localisation des gènes sur les chromosomes, les cartes génétiques.

Il laisse derrière lui un testament considérable en génétique. Certains de ses étudiants recevront après lui le prix Nobel, dont George W. Beadle, Edward B. Lewis et Hermann J. Muller. Le lauréat du prix Nobel Eric Kandel a écrit de Morgan : 

« Beaucoup des découvertes de Darwin sur l'évolution des espèces animales donnèrent d'abord une cohérence en tant que science descriptive à la biologie du XIXe siècle. Les découvertes de Morgan sur les gènes et leur localisation chromosomique contribuèrent à transformer la biologie en une science expérimentale. »

L'unité de fréquence de recombinaison utilisée en cartographie génétique a été baptisée en son honneur le centimorgan.

## Publications
- Thomas Hunt Morgan, The development of the frog's egg: an introduction to experimental embryology, 1897.
- Thomas Hunt Morgan, The problem of development (volume 1, numéro 1), 1901.
- Thomas Hunt Morgan, Regeneration, éd. The Macmillan Company, 1901.
- Thomas Hunt Morgan, Experimental zoology, 1907.
- Thomas Hunt Morgan, Heredity and Sex, 1913.
- Thomas Hunt Morgan, Mechanism of Mendelian Heredity, 1915.
- Thomas Hunt Morgan, The Genetic and the operative evidence relating to secondary sexual characters, éd. Carnegie Institution of Washington, 1919.
- Thomas Hunt Morgan, The Physical Basis of Heredity, 1919.
- Thomas Hunt Morgan, Le Mécanisme de l'hérédité mendélienne, éd. Maurice Lamertin, Bruxelles, 1923.
- Thomas Hunt Morgan, Embryology and Genetics, 1924.
- Thomas Hunt Morgan, Evolution and Genetics, 1925.
- Thomas Hunt Morgan, The Theory of the Gene, 1926.
- Thomas Hunt Morgan, Experimental Embryology, 1927.
- Alfred Henry Sturtevant, Calvin Blackman Bridges, Thomas Hunt Morgan, L. V. Morgan, Ju-Chi Li, Contributions to the genetics of Drosophila simulans and Drosophila melanogaster, éd. Carnegie Institution of Washington, 1929.
- Thomas Hunt Morgan, The Scientifc Basis of Evolution (2e. éd.), 1935
- Thomas Hunt Morgan, Embryologie et génétique, éd. Gallimard, coll. L'avenir de la science, Paris, 1936.
- Thomas Hunt Morgan, Sex-Linked Inheritance in Drosophila